# Cotillo
Cotillo es la capital del municipio de Anievas (Cantabria, España). En el año 2024 contaba con una población de 88 habitantes (INE). Cotillo está situado a una altitud de 268 metros, pero además es exactamente el centro geográfico de Cantabria.
La carretera secundaria CA-271 bordea por el oeste a esta población y la comunica con la capital municipal. La línea de transporte público Torrelavega - Villasuso dispone de una parada en esta localidad.
Su fiesta principal es el 5 de agosto, la Virgen de la Nieves, y además el domingo siguiente a la fiesta del Pilar se celebra la feria ganadera de Anievas. Destaca del lugar, la iglesia de San Andrés (siglo XII, arte románico) que fue declarada Bien de Interés Cultural en 1982.

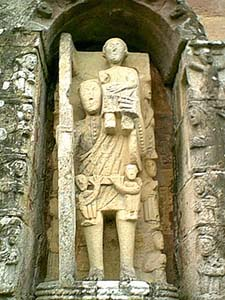
figura de San Cristóbal en la iglesia románica de Cotillo.
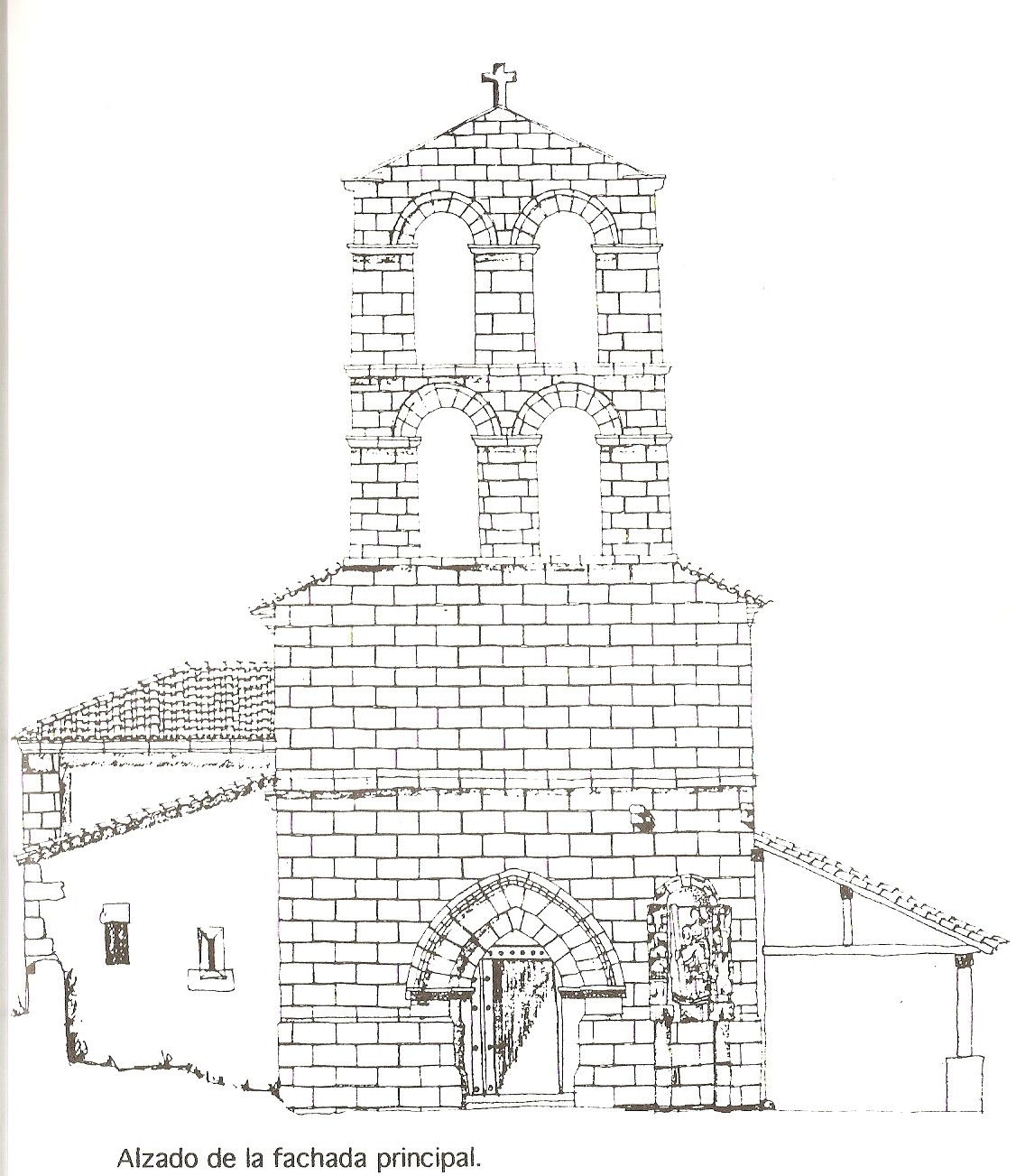
fachada principal de la iglesia de San Andrés (Cotillo) en Cotillo de Anievas.
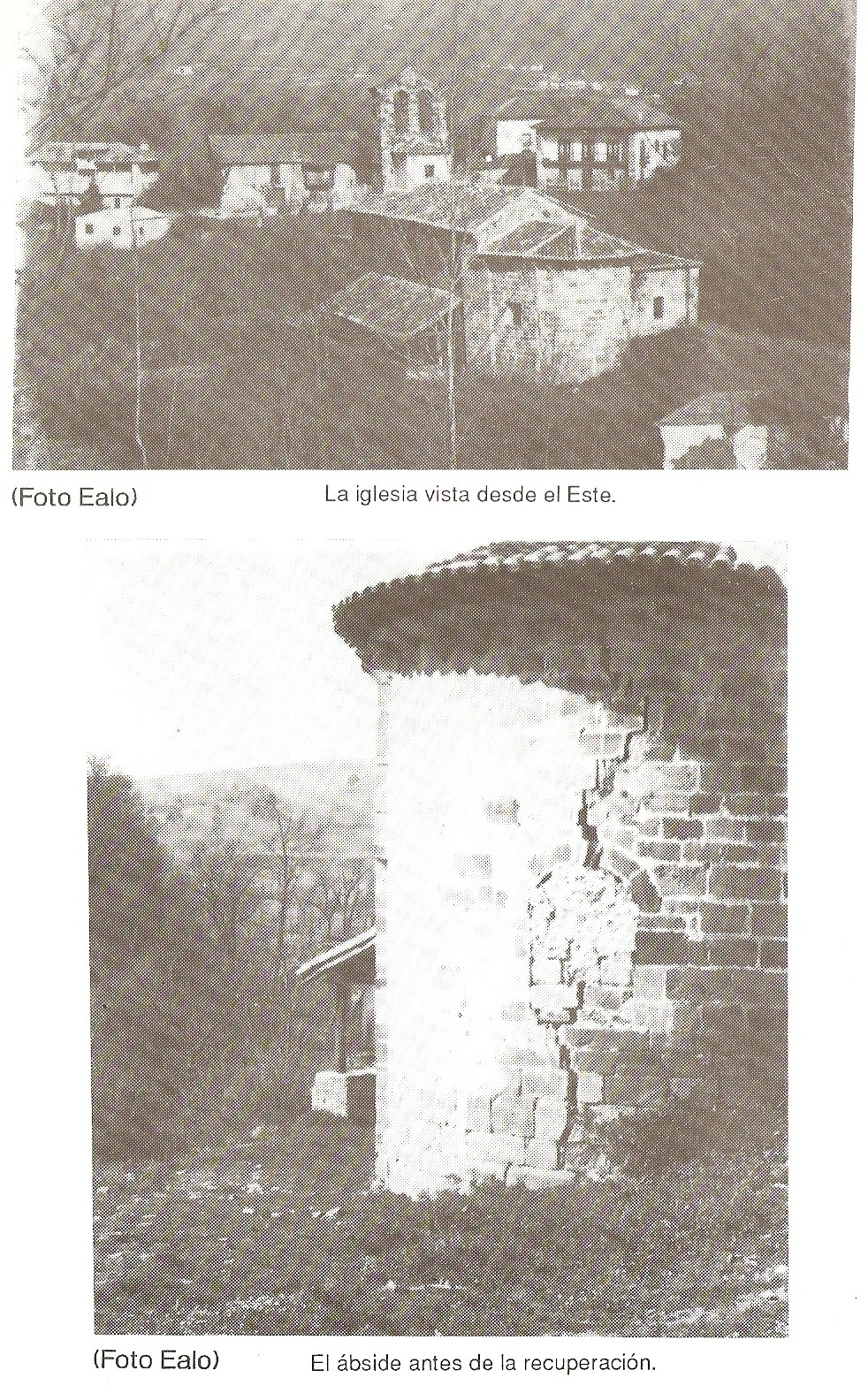
imágenes de la iglesia románica de San Andrés en Cotillo antes de su restauración.
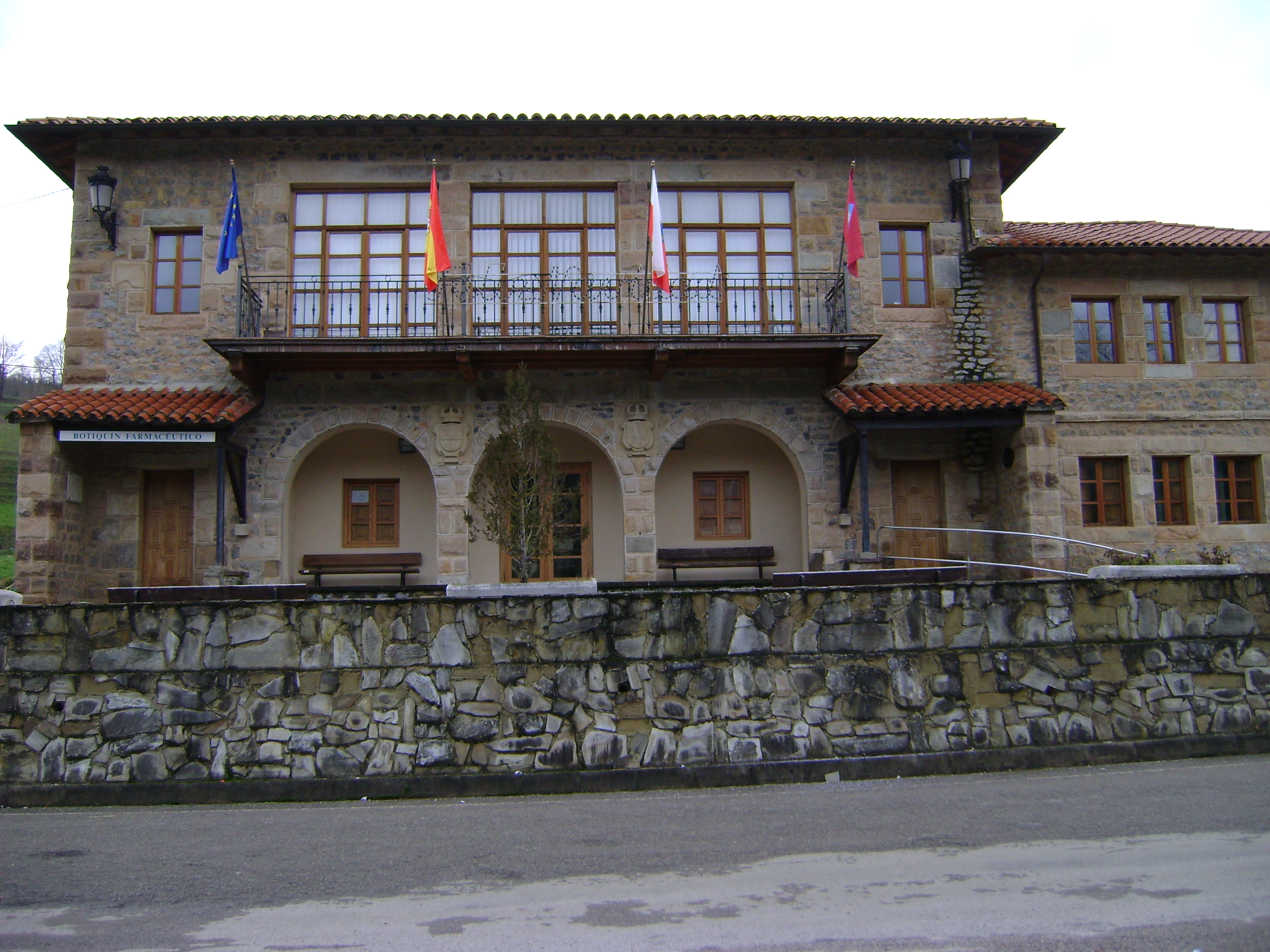
Ayuntamiento de Anievas en Cotillo
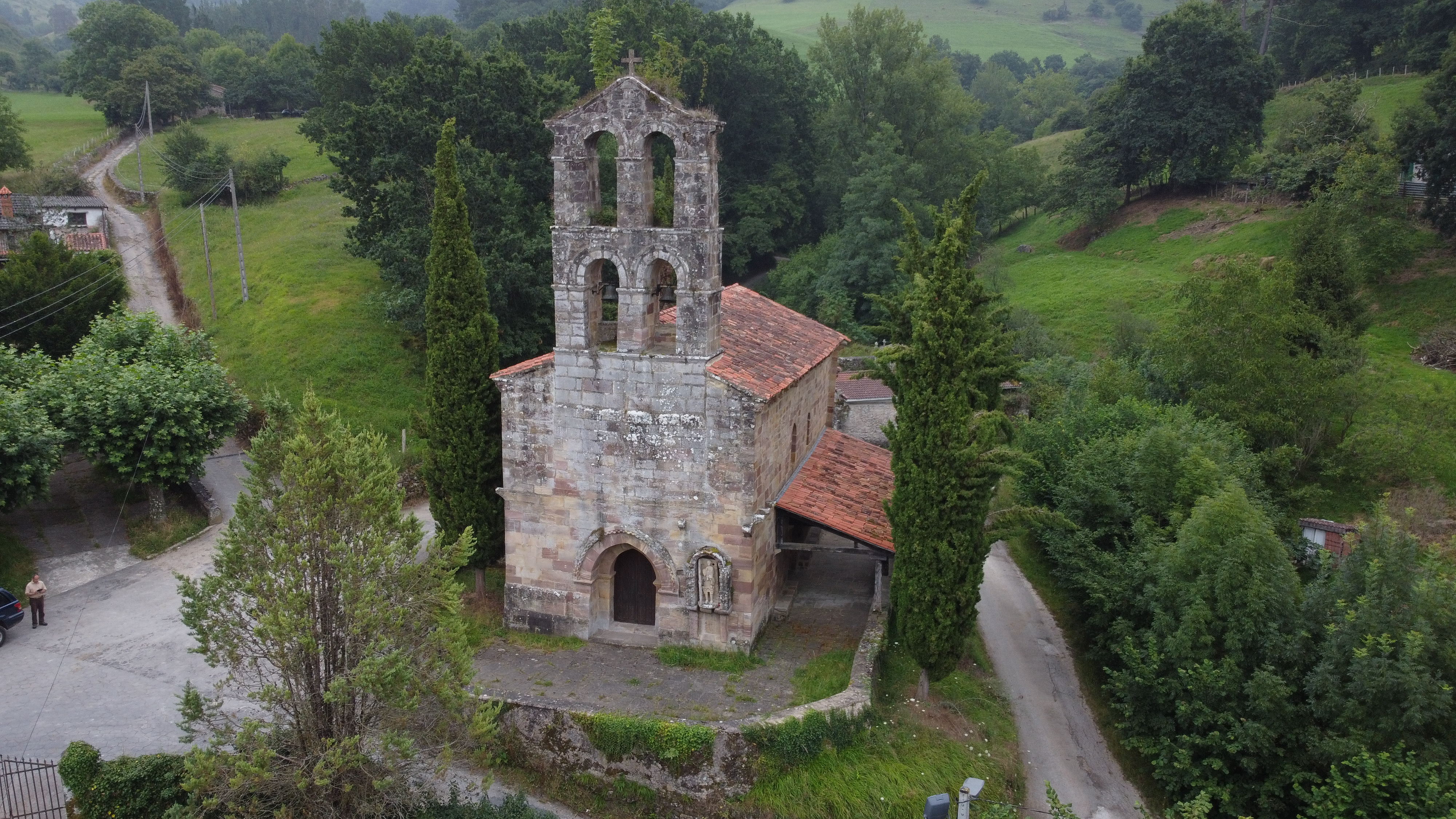
Iglesia de San Andrés